# Piłka Nożna dla Przyjaźni
Piłka Nożna dla Przyjaźni – coroczny międzynarodowy program integracyjny dla dzieci realizowany przez PJSC Gazprom. Jego celem jest zaszczepienie wśród młodego pokolenia ważnych wartości i promowanie zdrowego trybu życia poprzez grę w piłkę nożną. W ramach programu pochodzący z różnych krajów 12-letni zawodnicy biorą udział w corocznym międzynarodowym forum dziecięcym, mistrzostwach świata „Piłka Nożna dla Przyjaźni” oraz Międzynarodowym Dniu Piłki Nożnej i Przyjaźni.
Program jest wspierany przez FIFA, UEFA, ONZ, komitety olimpijskie i paraolimpijskie, głowy państw, rządy i federacje piłkarskie różnych krajów, międzynarodowe fundacje charytatywne, organizacje publiczne i czołowe kluby piłkarskie na świecie. Globalnym operatorem programu jest AGT Communications Group (Rosja).

## Historia

### Piłka Nożna dla Przyjaźni 2013
Pierwsze międzynarodowe forum dziecięce Piłka Nożna dla Przyjaźni odbyło się 25 maja 2013 roku w Londynie. W imprezie wzięło udział 670 dzieci z ośmiu krajów: Bułgarii, Wielkiej Brytanii, Węgier, Niemiec, Grecji, Rosji, Serbii i Słowenii. Rosję reprezentowało 11 drużyn piłkarskich z 11 rosyjskich miast, które będą gospodarzami podczas mistrzostw świata w piłce nożnej FIFA w 2018 roku. Ponadto udział wzięły młodzieżówki Zenitu, Chelsea, Schalke 04 i Crvenej Zvezdy, zwycięzcy dziecięcego dnia sportu Gazpromu oraz zwycięzcy festiwalu Fakel
Podczas forum dzieci nawiązywały kontakty z rówieśnikami z innych krajów, miały okazję spotkać sławnych piłkarzy oraz były na finale Ligi Mistrzów UEFA 2012/2013 na stadionie Wembley.
Owocem forum było wystosowanie przez dzieci otwartego listu, w którym zawarto osiem podstawowych wartości promowanych w ramach programu: przyjaźń, równość, sprawiedliwość, zdrowie, pokój, lojalność, zwycięstwo oraz tradycja. List wysłano do zarządów organizacji UEFA, FIFA i IOC. We wrześniu 2013 roku Sepp Blatter na spotkaniu z Władimirem Putinem i Witalijem Mutko potwierdził otrzymanie listu i wyraził gotowość do wsparcia inicjatywy Piłka Nożna dla Przyjaźni.

### Piłka Nożna dla Przyjaźni 2014
Druga edycja programu Piłka Nożna dla Przyjaźni odbyła się w Lizbonie w dniach 23–25 maja 2014 roku. Wzięło w niej udział ponad 450 nastolatków z 16 krajów: Białorusi, Bułgarii, Wielkiej Brytanii, Niemiec, Włoch, Holandii, Polski, Portugalii, Rosji, Serbii, Słowenii, Turcji, Ukrainy, Francji i Chorwacji. Młodzi zawodnicy wzięli udział w międzynarodowym forum Piłka Nożna dla Przyjaźni, turnieju futbolu ulicznego oraz byli na finale Ligi Mistrzów UEFA 2013/2014. Zwycięzcą w turniej futbolu ulicznego w 2014 roku została drużyna juniorów Benfiki (Portugalia).
Podczas drugiej edycji programu wybrano także przewodniczącego ruchu Piłka Nożna dla Przyjaźni. Zaszczyt ten przypadł Felipe Suarezowi z Portugalii. W czerwcu 2014 roku Suarez jako lider ruchu uświetnił swoją obecnością dziewiąty międzynarodowy turniej piłki nożnej dla nastolatków pamięci Jurija Andriejewicza Morozowa.

### Piłka Nożna dla Przyjaźni 2015
Trzecia edycja międzynarodowego programu Piłka Nożna dla Przyjaźni odbyła się w czerwcu 2015 roku w Berlinie. Po raz pierwszy w imprezie udział wzięli młodzi zawodnicy z Azji – drużyny piłkarskie z Japonii, Chin i Kazachstanu. W sumie w trzecim sezonie udział wzięły zespoły z 24 klubów piłkarskich z 24 krajów.
Młodzi piłkarze mieli okazję poznać równieśników z innych krajów oraz światowe gwiazdy futbolu, w tym globalnego ambasadora programu Franza Beckenbauera, oraz wzięli udział w międzynarodowym turnieju futbolu ulicznego dla drużyn juniorów. Zwycięzcą w turniej futbolu ulicznego w 2015 roku została drużyna juniorów Rapidu (Austria).
O wydarzeniach, które miały miejsce podczas trzeciej edycji programu Piłka Nożna dla Przyjaźni napisało około 200 dziennikarzy z wiodących mediów na całym świecie oraz 24 młodych reporterów z Europy i Azji z Międzynarodowego Dziecięcego Centrum Prasowego.
Kulminacyjnym punktem programu w 2015 roku była ceremonia wręczenia Pucharu Dziewięciu Wartości zdobytego przez klub Barcelony (Hiszpania). Zwycięzca został wybrany przez dzieci, które w przeddzień forum wzięły udział w głosowaniu przeprowadzonym we wszystkich 24 uczestniczących krajach.
Na zakończenie forum wszyscy uczestnicy zgodnie z tradycją na żywo obejrzeli Finał Ligi Mistrzów UEFA 2014/2015 na stadionie olimpijskim w Berlinie

### Piłka Nożna dla Przyjaźni 2016
Początek międzynarodowego programu Piłka Nożna dla Przyjaźni w 2016 roku ogłoszono podczas internetowej konferencji prasowej prowadzonej przez komunikator Hangout. Miało to miejsce 24 marca 2016 roku w Monachium i odbyło się z udziałem globalnego ambasadora Franza Beckenbauera.
W czwartej edycji do programu przystąpiły zespoły z ośmiu nowych państw: Azerbejdżanu, Algierii, Armenii, Argentyny, Brazylii, Wietnamu, Kirgistanu oraz Syrii. W efekcie liczba uczestniczących krajów wzrosła do 32.
5 kwietnia 2016 roku ruszyło głosowanie w sprawie przyznania wyjątkowego trofeum, jakim jest Puchar Dziewięciu Wartości. W głosowaniu wzięli udział fani z całego świata, ale ostateczną decyzję podjęli członkowie programu Piłka Nożna dla Przyjaźni. Tym razem trofeum trafiło do klubu Bayernu (Monachium). Uczestnicy programu Piłka Nożna dla Przyjaźni nagrodzili zasługi klubu we wspieraniu dzieci ze specjalnymi potrzebami oraz podejmowane przez niego inicjatywy wspomagające leczenie dzieci z różnych krajów oraz niesienie pomocy potrzebującym.
Czwarte międzynarodowe forum Piłka Nożna dla Przyjaźni i finałowy mecz międzynarodowego dziecięcego turnieju futbolu ulicznego odbyły się w dniach 27–28 maja 2016 roku w Mediolanie. Zwycięzcą została drużyna Mariboru ze Słowenii. Na zakończenie forum wszyscy uczestnicy zgodnie z tradycją na żywo obejrzeli Finał Ligi Mistrzów UEFA. Forum zostało opisane przez ponad 200 dziennikarzy z wiodących światowych mediów oraz Międzynarodowe Dziecięce Centrum Prasowe, które tworzyli młodzi dziennikarze z krajów biorących udział w imprezie.
Bezprecedensowym wydarzeniem podczas czwartej edycji programu Piłka Nożna dla Przyjaźni był udział syryjskiego klubu Al-Wahda. Przyjęcie syryjskiej drużyny do programu oraz przyjazd dzieci z Syrii do Mediolanu to ważne kroki w kierunku wydostania tego kraju z humanitarnej izolacji. Arabska redakcja sportowa międzynarodowej telewizji Russia Today we współpracy z Syryjską Federacją Piłki Nożnej nagrała film dokumentalny pt. „Three days without war” („Trzy dni bez wojny”) o dzieciach biorących udział w projekcie. 14 września 2016 roku w Damaszku odbyła się premiera, którą obejrzało ponad 7000 osób.

### Piłka Nożna dla Przyjaźni 2017
Areną wydarzeń międzynarodowego projektu Piłka Nożna dla Przyjaźni w 2017 roku był Petersburg (Rosja). Finałowe wydarzenia trwały od 26 czerwca do 3 lipca.
Liczba krajów uczestniczących w 2017 roku wzrosła z 32 do 64. W programie po raz pierwszy udział wzięły dzieci z Meksyku i Stanów Zjednoczonych. W ten sposób program zjednoczył graczy z czterech kontynentów – Afryki, Eurazji, Ameryki Północnej i Ameryki Południowej.
W piątej edycji programu wprowadzono nową koncepcję, w myśl której każdy kraj był reprezentowany przez wybranego młodego piłkarza. Wybrane osoby podzieliły się na osiem międzynarodowych Drużyn Przyjaźni złożonych z 12-letnich chłopców i dziewcząt, w tym także niepełnosprawnych.
Skład drużyn i boiskowe funkcje przedstawicieli poszczególnych krajów wybrano w toku otwartego losowania. Odbyło się ono podczas konferencji internetowej. Na czele ośmiu Drużyn Przyjaźni stanęli młodzi trenerzy: Rene Lampert (Słowenia), Stefan Maksimowicz (Serbia), Brandon Shabani (Wielka Brytania), Charlie Sui (Chiny), Anatolij Chentulojew (Rosja), Bogdan Krolewetski (Rosja), Anton Iwanow (Rosja), Emma Henschen (Holandia). W losowaniu udział wzięła także Liliya Matsumoto (Japonia), która reprezentowała międzynarodowe centrum prasowe Piłki Nożnej dla Przyjaźni.
W Pucharze Świata Piłki Nożnej dla Przyjaźni w 2017 roku zwyciężyła drużyna „pomarańczowa”, w skład której wchodzili trener i zawodnicy z dziewięciu krajów: Rene Lampert (Słowenia), Hong Jun Marvin Tue (Singapur), Paul Puig I Montana (Hiszpania), Gabriel Mendoza (Boliwia), Ravan Kazimov (Azerbejdżan), Khrisimir Stanimirov Stanchev (Bułgaria), Ivan Agustin Casco (Argentyna), Roman Horak (Czechy), Hamzah Yusuf Nuri Alhavvat (Libia).
W Międzynarodowym forum Piłki Nożnej dla Przyjaźni wzięły udział m.in. następujące osobistości: Wiktor Zubkow (prezes zarządu PJSC Gazprom) [38], Fatma Samura (sekretarz generalny FIFA), Philippe Le Flock (dyrektor handlowy FIFA), Giulio Baptista (piłkarz brazylijski), Ivan Zamorano (chilijski napastnik), Aleksandr Kierżakow (piłkarz rosyjski). Wszyscy goście wezwali do promocji podstawowych wartości humanitarnych wśród młodego pokolenia.
W 2017 roku projekt zjednoczył ponad 600 000 ludzi, a ponad 1000 dzieci i dorosłych z 64 krajów obejrzało finałowe wydarzenia w Petersburgu.

### Piłka Nożna dla Przyjaźni 2018
W 2018 roku szósty sezon programu „Piłka Nożna dla Przyjaźni” odbył się od 15 lutego do 15 czerwca. Finałowe imprezy odbyły się w Moskwie w przeddzień piłkarskich Mistrzostw świata FIFA 2018. Uczestnikami programu byli młodzi piłkarze i dziennikarze, reprezentujący 211 krajów i regionów świata. Oficjalny start programu 2018 roku dało Otwarte losowanie „Piłki Nożnej dla Przyjaźni” na żywo, w wyniku której powstały 32 drużyny – Międzynarodowe zespoły Przyjaźni. W 2018 roku w ramach ekologicznej misji Międzynarodowych zespołów Przyjaźni zostały nazwane na cześć rzadkich i zagrożonych gatunków zwierząt.
Również w ramach ekologicznej misji 2018 roku 30 maja została uruchomiona międzynarodowa promocja Happy BassDay, kusząca, by wspólnota wspierania organizacji ratowania rzadkich gatunków zwierząt. Do akcji dołączyli się parki narodowe i rezerwaty przyrody Rosji, USA, Nepalu i Wielkiej Brytanii.
Również podczas ostatnich działań programu „Piłka Nożna dla Przyjaźni” w Moskwie uczestnicy podróżowali na ekologicznych autobusach napędzanych gazem ziemnym. W Mistrzostwach świata w „Piłce Nożnej dla Przyjaźni” 2018 wzięło udział 32 Międzynarodowych zespoły Przyjaźni. Po raz pierwszy w historii projektu ostatni mecz komentował młody komentator z Serii Jazn Taha a sędziował mecz Młody sędzia z Rosji Bogdan Batalin.
Zwycięzcą Mistrzostw świata w „Piłce Nożnej dla Przyjaźni” 2018 stała drużyna „Szympansów”, w którym znalazły się Młodzi piłkarze z Dominika, Saint Kitts i Nevis, Malawi, Kolumbii, Benin i Demokratycznej Republiki Konga. Trenerem drużyny był młody uczestnik z Sarańska Wladislaw Polyakov.
Finałowym wydarzeniem szóstego sezonu programu stało się Międzynarodowe forum „Piłka Nożna dla Przyjaźni”, które odbyło się 13 czerwca w Centrum oceanografii i biologii morskiej „Moskwarium”. Odwiedził go Wiktor Zubkow (przewodniczący rady dyrektor PJSC „Gazprom”), Olga Golodets (zastępca przewodniczącego Rządu Federacji Rosyjskiej), Iker Casillas (hiszpański piłkarz, były kapitan drużyny narodowej), Aleksander Kerzhakow (rosyjski piłkarz, trener drużyny narodowej juniorów Rosji w piłce nożnej), a także przedstawiciele 54 ambasad z całego świata i inni goście.
Na Forum zostali nagrodzeni najlepsi Młodzi piłkarze szóstego sezonu: Deo Kalenga Mwenze z Demokratycznej Republiki Konga (najlepszy napastnik), Jamitu Ouru z Benin (najlepszy pomocnik), Iwan Wołynkin z Walii (najlepszy bramkarz) i Gustavo Sintra Rocha z Brazylii (MVP).
Najlepszym Młodym dziennikarzem programu „Piłka Nożna dla Przyjaźni” w 2018 roku stała się Szejkali Asjenson z Aruba. Dziewczyna prowadzi bloga, wzywając młodzież Oceanii do ekologicznej świadomości.
Na Forum odbyła się prezentacja książki i autograf-sesja uczestniczki poprzedniego sezonu z Indii Ananji Kambodż. Po zakończeniu piątego sezonu „Piłki Nożnej dla Przyjaźni” w 2017 roku Ananja napisała książkę „My journey from Mohali to St. Petersburg” o swoich doświadczeniach udziału jako Młodego dziennikarza. Tam opowiedziała o Dziewięciu wartościach programy, które pomagają zmieniać świat na lepsze.
14 czerwca, po zakończeniu Międzynarodowego dziecięcego forum „Piłka Nożna dla Przyjaźni”, Młodzi piłkarze i dziennikarze wzięli udział w ceremonii otwarcia Mistrzostw świata FIFA 2018 w Rosji. Na stadionie „Łużniki” dzieci uroczyście podnosiły flagi wszystkich 211 krajów i regionów biorących udział w programie w tym roku. Wtedy młodzi uczestnicy „Piłki Nożnej dla Przyjaźni” obejrzały otwarcie meczu pomiędzy Rosją i Arabią Saudyjską.
Prezydent Federacji Rosyjskiej Władimir Putin zaprosił Młodego ambasadora „Piłki Nożnej dla Przyjaźni” z Rosji Alberta Zinnatowa do swojej loży, żeby obejrzeć razem mecz otwarcia. Tam młodzieniec rozmawiał z Mistrzem świata w piłce nożnej w Brazylii Roberto Carlosem, a także z hiszpańskim piłkarzem Ikerem Casillasem.
Ponad 1500 dzieci i młodzieży z 211 krajów i regionów wzięło udział w ostatnich wydarzeniach w Moskwie. W sumie w ramach Szóstego Sezonu zorganizowano ponad 180 wydarzeń w różnych regionach świata, w których wzięło udział ponad 240 tysięcy dzieci.
W 2018 r. Projekt był wspierany przez władze. Olga Golodets, Wicepremier Rządu Federacji Rosyjskiej, odczytała powitalny adres prezydenta Rosji Władimira Putina uczestnikom i gościom Międzynarodowego dziecięcego forum.
Przewodniczący rządu Federacji Rosyjskiej, Dmitrij Miedwiediew, przesłał telegram powitalny do uczestników i gości szóstego Międzynarodowego Forum dla Dzieci „Piłka Nożna do Przyjaźni”.
Podczas briefingu 23 maja oficjalny przedstawiciel MSZ Rosji, Maria Zacharowa, zauważyła, że dzisiejszy program „Piłka Nożna do Przyjaźni” jest postrzegany przez społeczność światową jako ważny humanitarny element międzynarodowej polityki społecznej Rosji.
Tradycyjnie program wspierał „Piłka Nożna do Przyjaźni” w FIFA. Organizacja zauważyła, że całkowita liczba uczestników i gości ostatnich wydarzeń w Moskwie osiągnęła 5000 osób.

### Piłka Nożna do Przyjaźni 2019
Rozpoczęcie siódmej edycji międzynarodowego programu społecznego dla dzieci Piłka Nożna dla Przyjaźni odbyło się 18 marca 2019 roku, imprezy finałowe programu miały miejsce w Madrycie w dniach 28 maja – 2 czerwca.
Międzynarodowy Dzień Piłki Nożnej i Przyjaźni świętowało 25 kwietnia ponad 50 krajów Europy, Azji, Afryki, Północnej i Południowej Ameryki. W imprezach wziął udział również Rosyjski Związek Piłki Nożnej (RFS).
30 maja w Madrycie odbyło się Międzynarodowe Forum programu społecznego dla dzieci PJSC Gazprom Piłka Nożna dla Przyjaźni 2019. Forum zebrało ekspertów z całego świata – trenerów piłki nożnej, lekarzy drużyn dziecięcych, gwiazdy i dziennikarzy wiodących międzynarodowych mediów, a także przedstawicieli międzynarodowych akademii i federacji.
31 maja w Madrycie odbył się najbardziej międzynarodowy trening na świecie. W rezultacie treningu projekt Piłka Nożna dla Przyjaźni otrzymał oficjalny certyfikat GUINNESS WORLD RECORDS®.
W ramach siódmej edycji 32 młodych dziennikarzy z Europy, Afryki, Azji oraz Północnej i Południowej Ameryki utworzyło Międzynarodowe Dziecięce Centrum Prasowe programu Piłka Nożna dla Przyjaźni, które informowało o finałowych wydarzeniach programu i uczestniczyło w przygotowaniu materiałów prasowych wspólnie z międzynarodowymi i krajowymi mediami.
Uczestnicy siódmej edycji wręczyli Puchar Dziewięciu Wartości (nagrodę międzynarodowego programu społecznego Piłka Nożna dla Przyjaźni) klubowi Liverpool, który został uznany za najodpowiedzialniejszą społecznie drużynę.
1 czerwca na boisku UEFA w Madrycie odbyła się kulminacja siódmej edycji – mecz finałowy Mistrzostw Świata w Piłce Nożnej dla Przyjaźni. Drużyna Antiguan Racer zagrała w meczu z Diabłem Tasmańskim z wynikiem 1:1 w czasie podstawowym, a następnie zwyciężyła w wyniku serii rzutów karnych i wygrała nagrodę główną.

### Piłka Nożna dla Przyjaźni 2020
W 2020 roku finał ósmej edycji Piłki Nożnej dla Przyjaźni odbył się online na platformie cyfrowej w dniach 27 listopada – 9 grudnia 2020 roku. W kluczowych imprezach wzięło udział ponad 10 000 uczestników z ponad 100 krajów.
Dla ósmej edycji programu stworzono wieloosobowy symulator piłkarski online Football for Friendship World, w którym odbyły się Mistrzostwa Świata Piłki Nożnej dla Przyjaźni 2020. Gra jest dostępna do pobrania na całym świecie od 10 grudnia 2020 roku – Światowego Dnia Piłki Nożnej. Uczestnicy mieli możliwość uczestniczyć w meczach zgodnie z zasadami Piłki Nożnej dla Przyjaźni, tworząc międzynarodowe drużyny. U podstaw gry wieloosobowej leżą najważniejsze wartości programu: przyjaźń, pokój i równość.
27 listopada odbyło się otwarte losowanie Mistrzostw Świata Piłki Nożnej dla Przyjaźni 2020.
W dniach 28 listopada – 6 grudnia odbył się Międzynarodowy Obóz Przyjaźni Online z humanitarnym i sportowym programem edukacyjnym dla dzieci.
Od 30 listopada do 4 grudnia trwały sesje online Międzynarodowego Forum Piłka Nożna dla Przyjaźni, w którym przedstawiono projekty w zakresie rozwoju sportu dziecięcego. Jury złożone z ekspertów oceniło prezentacje projektów ubiegających się o międzynarodową nagrodę Piłki Nożnej dla Przyjaźni.
W dniach 7–8 grudnia odbyły się Mistrzostwa Świata Piłki Nożnej dla Przyjaźni Online. Tego roku mistrzostwa odbywały się online na platformie cyfrowej. Specjalnie w tym celu stworzono wieloosobowy symulator piłkarski Football for Friendship.
9 grudnia odbył się Wielki Finał Piłki Nożnej dla Przyjaźni.
Podczas ósmej edycji programu przeprowadzono serię webinarów dla dzieci z różnych krajów na rzecz 75 rocznicy utworzenia ONZ.
W trakcie ósmej edycji programu przy współpracy z piłkarskimi freestylerami z całego świata startowało międzynarodowe show „Stadion tam, gdzie ja”. W każdej edycji freestylerzy uczyli młodych posłów programu wykonywać triki, a pod koniec każdego odcinka odbywał się konkurs na najlepsze wykonanie. Finałem show stały się globalne warsztaty online, które przyniosły programowi Piłka Nożna dla Przyjaźni drugi rekord Guinnessa w ilości uczestników (6 grudnia 2020).
Redakcja dobrych wiadomości – codzienne show stworzone przez młodych dziennikarzy Piłki Nożnej dla Przyjaźni, w którym dzieci dzieliły się z widzami pozytywnymi wiadomościami z całego świata.

### Piłka Nożna dla Przyjaźni 2021
W 2021 roku wydarzenia finałowe dziewiątego sezonu „Piłki Nożnej dla Przyjaźni” odbyły się online na platformie cyfrowej „Piłki Nożnej dla Przyjaźni” w dniach od 14 do 29 maja 2021 r., jednocząc ponad 200 krajów.
25 kwietnia, w Międzynarodowy Dzień Piłki Nożnej i Przyjaźni, odbyło się otwarte losowanie online Mistrzostw Świata w „Piłce Nożnej dla Przyjaźni” 2021.
W ramach sezonu odbył się Międzynarodowy Online Obóz Przyjaźni z humanitarnymi i sportowo edukacyjnymi programami dla dzieci.
Odbyło się Międzynarodowe Forum Online „Piłka Nożna dla Przyjaźni”, na którym akademie piłkarskie z całego świata zaprezentowały projekty z zakresu rozwoju sportu dziecięcego. Na podstawie wyników przeprowadzonych prezentacji, jury ekspertów wyłoniło zwycięzców Międzynarodowej Nagrody „Piłka Nożna dla Przyjaźni”, którymi zostały akademie z Afganistanu, Indii, Sri Lanki i Togo.
Online Mistrzostwa Świata „Piłki Nożnej dla Przyjaźni” odbyły się na platformie specjalnie opracowanego symulatora piłki nożnej dla wielu graczy Football for Friendship World. W finale mistrzostw zwyciężyła drużyna „Argali”, w której skład wchodzą dzieci z Aruby, Belize, Gwatemali, Kostaryki i Meksyku.
Uczestnicy dziewiątego sezonu ustanowili trzeci Światowy Rekord Guinnessa™ dla największej liczby odwiedzających wirtualny stadion na świecie.
Wielki Finał „Piłki Nożnej dla Przyjaźni” odbył się 29 maja.
„Piłka Nożna dla Przyjaźni”: Międzynarodowe Dziecięce Biuro Informacyjne EURO 2020
W ramach Mistrzostw UEFA EURO 2020 program „Piłka Nożna dla Przyjaźni” uruchomił międzynarodową inicjatywę dziecięcego biura informacyjnego z udziałem młodych dziennikarzy programu „Piłka Nożna dla Przyjaźni” z 11 krajów goszczących UEFA.
Młodzi dziennikarze uczestniczyli we wszystkich meczach mistrzostw w swoich krajach i relacjonowali je milionom swoich rówieśników na całym świecie przez pryzmat Dziewięciu Wartości, które podzielają miliony uczestników programu.
Młodzi dziennikarze zostali przeszkoleni w Skole „Dziewięciu Wartości” programu „Piłka Nożna dla Przyjaźni”. Oprócz wartości zajęcia dotyczyły aktualnych trendów w dziennikarstwie sportowym oraz kompetencji dziennikarstwa mobilnego.

## Mistrzostwa Świata w Piłce Nożnej dla Przyjaźni
Międzynarodowy turniej dla dzieci odbywa się w ramach programu Piłka Nożna dla Przyjaźni. Drużyny biorące udział w mistrzostwach – Drużyny Przyjaźni – są wybierane drogą losowania. Organizacja drużyn podlega zasadom Piłki Nożnej dla Przyjaźni – w skład każdej drużyny wchodzą sportowcy z różnych krajów, różnych płci oraz niepełnosprawni.

## Międzynarodowe Forum Dziecięce Piłki Nożnej dla Przyjaźni
Na corocznym Międzynarodowym Forum Dziecięcym Piłki Nożnej dla Przyjaźni młodzi uczestnicy projektu omawiali z dorosłymi sposoby promocji i kierunki rozwoju wartości programu na świecie. Podczas forum dzieci spotykają się ze swoimi rówieśnikami z innych krajów, słynnymi piłkarzami, dziennikarzami i osobami publicznymi, a ponadto mogą zostać ambasadorami, którzy w przyszłości będą promować uniwersalne wartości wśród swoich rówieśników.
W 2019 roku Forum zostało przekształcone w platformę wymiany doświadczeń pomiędzy ekspertami z dziedziny sportu i edukacji.
W 2020 roku Forum zainicjowało przyznawanie Międzynarodowej Nagrody „Piłka Nożna dla Przyjaźni”.

## Międzynarodowe Dziecięce Centrum Prasowe
Wyjątkową cechą programu Piłka Nożna dla Przyjaźni jest własne Międzynarodowe Dziecięce Centrum Prasowe. Zostało ono powołane w ramach programu Piłka Nożna dla Przyjaźni w 2014 roku. Młodzi dziennikarze z centrum relacjonują wydarzenia z forum w swoich krajach – przygotowują wiadomości dla narodowych i międzynarodowych mediów zajmujących się sportem, biorą udział w przygotowywaniu materiałów dla kanału telewizyjnego Piłki Nożnej dla Przyjaźni, gazety Piłki Nożnej dla Przyjaźni oraz oficjalnej stacji radiowej programu. Międzynarodowe Dziecięce Centrum Prasowe skupia zwycięzców narodowych konkursów na najlepszego młodego dziennikarza, młodych blogerów, fotografów oraz pisarzy. Młodzi dziennikarze z centrum mogą przedstawić wydarzenia programu z punktu widzenia uczestnika w formacie „dzieci o dzieciach”.

## Międzynarodowy Dzień Piłki Nożnej i Przyjaźni
Międzynarodowy Dzień Piłki Nożnej i Przyjaźni jest obchodzony w ramach programu Piłka Nożna dla Przyjaźni 25 kwietnia. Po raz pierwszy obchodzono go w 2014 roku w 16 krajach. Tego dnia mają miejsce mecze towarzyskie, flash moby, maratony radiowe, profesjonalne zajęcia, programy telewizyjne, otwarte treningi itp. Ponad 50 000 osób wzięło udział w świętowaniu.
W 2015 roku Dzień Piłki Nożnej i Przyjaźni był obchodzony w 24 krajach. Podczas festiwalu odbyły się mecze towarzyskie i inne imprezy. W Niemczech piłkarze z klubu Schalke 04 przeprowadzili otwarty trening, w Serbii puszczono specjalny program w telewizji, na Ukrainie rozegrano mecz pomiędzy juniorami klubu Wołyń FC i dziećmi zarejestrowanymi w łuckim centrum pomocy społecznej dla rodzin, dzieci i młodych osób.
W Rosji Dzień Piłki Nożnej i Przyjaźni uczczono 25 kwietnia w 11 miastach. W miastach Władywostok, Nowosybirsk, Jekaterynburg, Krasnojarsk, Barnaul, Petersburg i Saransk rozegrano mecze towarzyskie w celu przypomnienia wartości promowanych w ramach programu. W Krasnojarsku, Soczi i Rostowie nad Donem odbyła się Sztafeta Przyjaźni z udziałem osób, które niosły znicz w sztafecie ze zniczem olimpijskim w 2014 roku. W Moskwie we współpracy z Federacją Sportu Niewidomych zorganizowano Turniej Równych Szans. 5 maja Dzień Piłki Nożnej i Przyjaźni obchodzono w Niżnym Nowogrodzie i Kazaniu.
W 2016 roku Dzień Piłki Nożnej i Przyjaźni był obchodzony w 32 krajach. W Rosji obchody miały miejsce w dziewięciu miastach: Moskwie, Petersburgu, Nowosybirsku, Barnaulu, Birobidżanie, Irkucku, Krasnodarze, Niżnym Nowogrodzie i Rostowie nad Donem. W Niżnym Nowogrodzie rozegrano mecz towarzyski z młodymi zawodnikami klubu Wołga FC, a dorośli gracze z klubu przeprowadzili rozgrzewkę i trening dla dzieci. W meczu towarzyskim rozegranym w Nowosybirsku udział wzięły niepełnosprawne dzieci z miejscowego zespołu Yermak-Sibir.
W 2017 roku Dzień Piłki Nożnej i Przyjaźni był obchodzony w 64 krajach. W wydarzeniach odbywających się na całym świecie udział wzięli sławni piłkarze, między innymi serbski obrońca Branislav Ivanovich i holenderski napastnik Dirk Kuyt. W Grecji wydarzenie uświetnił obecnością Theodoras Zagorakis, członek zwycięskiej drużyny Mistrzostw Europy z 2004 roku. W Rosji klub Zenit Petersburg przeprowadził specjalny trening dla Zacharego Badjuka, młodego ambasadora programu Piłka Nożna dla Przyjaźni w 2017 roku. Podczas treningu bramkarz Zenitu Jurij Łodygin wysoko ocenił umiejętności Zacharego i zdradził mu kilka bramkarskich tajemnic.

## Dziewięć wartości „Piłki Nożnej dla Przyjaźni»
Podczas Pierwszego Międzynarodowego dziecięcego forum, które odbyło się 25 maja 2013 roku, Młodzi ambasadorowie z Wielkiej Brytanii, Niemiec, Słowenii, Węgier, Serbii, Bułgarii, Grecji i Rosji tworzyli pierwsze osiem wartości programu – przyjaźń, równość, sprawiedliwość, zdrowie, świat, lojalność, zwycięstwo i tradycji – i przedstawili je w Liście Otwartym. List został wysłany do szefów międzynarodowych organizacji sportowych: Międzynarodowej federacji piłki nożnej (FIFA), Unii europejskich związków piłkarskich (UEFA) i Międzynarodowego komitetu olimpijskiego. We wrześniu 2013 Joseph Blatter podczas spotkania z Władimirem Putinem i Witalijem Mutko potwierdził otrzymanie listu i oświadczył, że on jest gotówy wspierać „Piłkę Nożną dla Przyjaźni”.
W 2015 roku do programu „Piłka Nożna dla Przyjaźni” dołączyli uczestnicy z Chin, Japonii i Kazachstanu, którzy zaproponowali dodać dziewiątą wartość – honor.

## Puchar Dziewięciu Wartości
Puchar Dziewięciu Wartości to nagroda międzynarodowego programu dla dzieci Piłka Nożna dla Przyjaźni. Co roku puchar ten jest przyznawany za największe poświęcenie dla wartości projektu: przyjaźni, równości, sprawiedliwości, zdrowia, lojalności, zwycięstwa, tradycji i honoru. W głosowaniu biorą udział fani z całego świata, ale ostateczną decyzję podejmują drogą głosowania członkowie programu Piłka Nożna dla Przyjaźni. Kluby piłkarskie, które posiadają Puchar Dziewięciu Wartości: „Barcelona” (Hiszpania, 2015, 2020, 2021), „Bayern” (Niemcy, 2016), „Al-Wahda” (Syria, 2016), „Real Madryt” (Hiszpania, 2017), piłkarska reprezentacja Brazylii (Brazylia, 2018), „Liverpool” (Anglia, 2019).

## Bransoletka Przyjaźni
Wszystkie działania programu Piłka Nożna dla Przyjaźni zaczynają się od wymiany bransoletek, które są symbolem równości i zdrowego stylu życia. Ozdoby są wykonane z niebieskich i zielonych sznurków i mogą być noszone przez każdego, kto wyznaje wartości programu.
Według Franza Beckenbauera
„Symbolem tego ruchu jest dwukolorowa bransoletka. Jest ona tak prosta i zrozumiała, jak podstawowe wartości programu Piłka Nożna dla Przyjaźni”.
Młodzi uczestnicy programu założyli Bransoletki Przyjaźni na nadgarstki wielu sławnych sportowców i osób publicznych, do których należą m.in.: Dick Advocaat, Anatolij Tymoszczuk i Luis Netu, Franz Beckenbauer, Luis Fernandev, Didier Drogba, Max Meyer, Fatma Samura, Leon Gorecka, Domenico Krishito, Michel Salgado, Aleksander Kierżakow, Dimas Pirros, Miodrag Bozovic, Adelina Sotnikowa, Yuri Kamenets.

## Aktywność uczestników poza sezonem
Poza oficjalnym sezonem młodzi piłkarze z programu Piłka Nożna dla Przyjaźni biorą udział w licznych wydarzeniach. W maju 2013 roku juniorzy z klubu Maribor (Słowenia) rozegrali charytatywny mecz towarzyski z dziećmi z Kambodży. 14 września 2014 roku w Soczi uczestnicy programu z Rosji rozmawiali z Władimirem Putinem podczas spotkania prezydenta Rosji z prezydentem FIFA Seppem Blatterem. W czerwcu 2014 roku prezydent Francji Francois Hollande zaprosił drużynę Taverni, należącą do programu Piłka Nożna dla Przyjaźni, do Pałacu Elizejskiego w celu obejrzenia meczu Mistrzostw Świata FIFA pomiędzy Francją i Nigerią. W kwietniu 2016 roku Jurij Waszczuk, ambasador programu Piłka Nożna dla Przyjaźni w 2015 roku, spotkał się z najsilniejszym człowiekiem na Białorusi, Kirillem Shimko, a młodzi sportowcy z klubu BATE Borysów podzielili się swoimi przeżyciami z udziału w programie. Jurij Waszczuk dał Kirillowi symboliczną Bransoletkę Przyjaźni, przekazując mu pałeczkę w kwestii promowania ideałów projektu: przyjaźni, sprawiedliwości, zdrowego stylu życia.

## Pierwsze na świecie trofeum NFT za najlepszą bramkę Mistrzostw UEFA EURO 2020
W maju 2021 roku UEFA poinformowało o sponsorowaniu przez Gazprom w ramach EURO 2020 i EURO 2024. Warunki partnerstwa objęły m.in. wręczenie nagrody dla strzelcy najlepszej bramki UEFA EURO 2020, która po raz pierwszy ma formę trofeum NFT.
Fizyczny prototyp nagrody został stworzony przez rosyjskiego malarza Pokrasa Lampasa na stoisku Gazpromu w Petersburskiej strefie kibica na placu Koniuszennym jako instalacja artystyczna z 432 piłek nożnych z kaligraficznymi wzorami.
Na cyfrowym trofeum zaszyfrowane są nazwy Mistrzostw UEFA EURO 2020, Gazpromu, międzynarodowego programu socjalnego dla dzieci „Piłka Nożna dla Przyjaźni” oraz Dziewięciu Wartości, które promuje: przyjaźń, równość, sprawiedliwość, zdrowie, pokój, wierność, zwycięstwo, tradycja i honor.
W dniu 27 czerwca instalacja artystyczna przestała istnieć jako obiekt fizyczny i została przeniesiona do formatu NFT. Wszystkie piłki zostały przekazane 11 miastom-gospodarzom Mistrzostw Europy w Piłce Nożnej w 2020 roku.
W dniu 15 października, podczas ceremonii wręczenia nagród, cyfrowe trofeum zostało wręczone Patrickowi Schickowi, zawodnikowi, który strzelił najlepszą bramkę podczas UEFA EURO 2020, a hologram nagrody został przekazany do siedziby UEFA (Nyon, Szwajcaria) i siedziby Gazpromu (Sankt Petersburg, Rosja).

## Międzynarodowa Nagroda „Piłka Nożna dla Przyjaźni”
Celem Międzynarodowej Nagrody „Piłka Nożna dla Przyjaźni” jest zidentyfikowanie wszystkich możliwych pomysłów na szkolenie sportowe, edukację i współpracę w dziedzinie dziecięcej piłki nożnej oraz promowanie tych idei na całym świecie. Celem Nagrody jest zwrócenie uwagi na rozwój dziecięcej piłki nożnej w kontekście globalnej cyfryzacji oraz stworzenie społeczności podobnie myślących osób rozwijających te dziedziny.

## Międzynarodowa Akademia „Piłki Nożnej dla Przyjaźni” dla trenerów
Międzynarodowa Akademia „Piłka Nożna dla Przyjaźni” jest to bezpłatna internetowa platforma edukacyjna dostępna w różnych językach, która zawiera szereg praktycznych lekcji mających na celu podniesienie umiejętności trenerów drużyn młodzieżowych i piłki nożnej oraz nauczycieli wychowania fizycznego. Kurs Akademii oparty jest na wiedzy, praktycznych poradach i wskazówkach dotyczących organizacji treningów, promowania wartości zdrowego i aktywnego stylu życia oraz szacunku dla różnych kultur i narodowości wśród młodych zawodników. Kurs został opracowany przez autorów programów edukacji sportowej i humanitarnej w ramach projektu Piłka Nożna dla Przyjaźni – kierowników procesu nauczania i trenerów akademii FC „Barcelona”, ekspertów z programów humanitarnych FIFA.

## Międzynarodowy Obóz Przyjaźni
Program edukacyjny, w którym uczestnicy „Piłka Nożna dla Przyjaźni” mają zapewnioną opiekę trenerską i zajęcia integracyjne prowadzone przez profesjonalnych doradców obozowych. Inicjatywa pomaga dzieciom dogadać się ze sobą nie tylko na boisku, ale także w prawdziwym życiu, opracować taktykę i poczuć ramię kolegi z drużyny. Częścią obozu jest Szkoła „Dziewięciu Wartości”, w której młodzi uczestnicy poznają wartości programu i uczą się, jak je stosować na boisku i w życiu codziennym.

## Inicjatywa Ekologiczna
Od 2016 roku w ramach programu „Piłka Nożna dla Przyjaźni” prowadzona jest coroczna Inicjatywa Ekologiczna. Młodzi uczestnicy programu otworzyli „Ogród Przyjaźni” w Parku Trenno w Mediolanie, gdzie każdy z 32 międzynarodowych zespołów zasadził swoje własne drzewo. Trzydzieste trzecie drzewo zostało zasadzone przez dzieci z niepełnosprawności z Fundacji Don Carlo Gnocchi. W 2018 roku Młodzi Ambasadorzy programu zwracali uwagę opinii publicznej na zagrożone wyginięciem zwierzęta. Każdego roku Międzynarodowe drużyny Przyjaźni otrzymują nazwy od zagrożonych i rzadkich gatunków zwierząt. Również w 2018 roku zorganizowano zielone trasy dla Młodych Uczestników podczas finałowych rozgrywek w Moskwie z wykorzystaniem autobusów zasilanych gazem ziemnym. W 2020 roku młodzi uczestnicy programu przeprowadzili webinarium F4F Speaks for Nature na temat dbania o ochronę środowiska w ramach Światowego Dnia Środowiska ustanowionego przez ONZ.
W 2021 r. młodzi uczestnicy podzielili się ze światem sposobami, w jakie każdy z nas może codziennie pomagać planecie i rozpoczęli wyzwanie „Small Steps to Save the Planet”.

## Symulator piłki nożnej dla wielu graczy F4F World
Specjalna platforma cyfrowa stworzona na potrzeby programu „Piłka Nożna dla Przyjaźni” zgromadziła graczy w każdym wieku z 211 krajów i regionów i stała się bazą dla międzynarodowych rozgrywek, a także miejscem, gdzie każdy może potrenować, zebrać się w mieszane międzynarodowe drużyny i zagrać w swoją ulubioną grę w formacie „Piłka Nożna dla Przyjaźni” w zaciszu własnego domu.

## Nagrody i wyróżnienia
Zgodnie ze stanem na 2021 r., „Piłka Nożna dla Przyjaźni” ma ponad 60 krajowych i międzynarodowych nagród przyznawanych z zakresu odpowiedzialności społecznej, sportu i komunikacji, w tym trzy nagrody GUINNESS WORLD RECORDS™ za największą liczbę przedstawicieli różnych krajów w treningu piłkarskim w historii, największa liczba użytkowników w wydarzeniu piłkarskim online w historii oraz największa liczba użytkowników na wirtualnym stadionie. Między innymi nagrody SABRE Awards w kategorii społeczna odpowiedzialność biznesu (USA), Gold Quill Awards za najlepszy projekt socjalny na planecie (USA), Grand Prix Srebrny Łucznik (Rosja), IPRA Awards za najlepszą kampanię na rzecz Celów Zrównoważonego Rozwoju ONZ (Wielka Brytania), Nagroda globalna ICCO na rzecz komunikacji międzykulturowej (UK) i inne.
W 2020 roku Międzynarodowa Akademia „Piłki Nożnej dla Przyjaźni” dla trenerów zdobyła nagrodę PRNEWS’ Platinum PR Awards (USA), a w 2021 roku kanał YouTube „Boisko tam, gdzie ja” oraz „Dobre wiadomości” zorganizowana przez dzieci na początku pandemii, aby wspierać ludzi na całym świecie, zdobyła nagrodę dla najlepszego kanału YouTube.